# آراگاتساوان
آراگاتساوان (به ارمنی: Արագածավան) یک زیستگاه انسانی در ارمنستان است که در استان آراگاتسوتن واقع شده‌است.  در  کیلومتری شمال آشتاراک، مرکز استان آراگاتسوتن واقع شده است.

به آن آراگاتس منطقه تالین هم می‌گویند. نام پیشین آن آلاگوز بود.

## خصوصیات
آراگاتساوان  ۵٬۵۳۱ نفر جمعیت دارد و در ارتفاع  متر بالاتر از سطح دریا قرار گرفته است.